# Сутінки

Цивільні, навігаційні і астрономічні сутінки

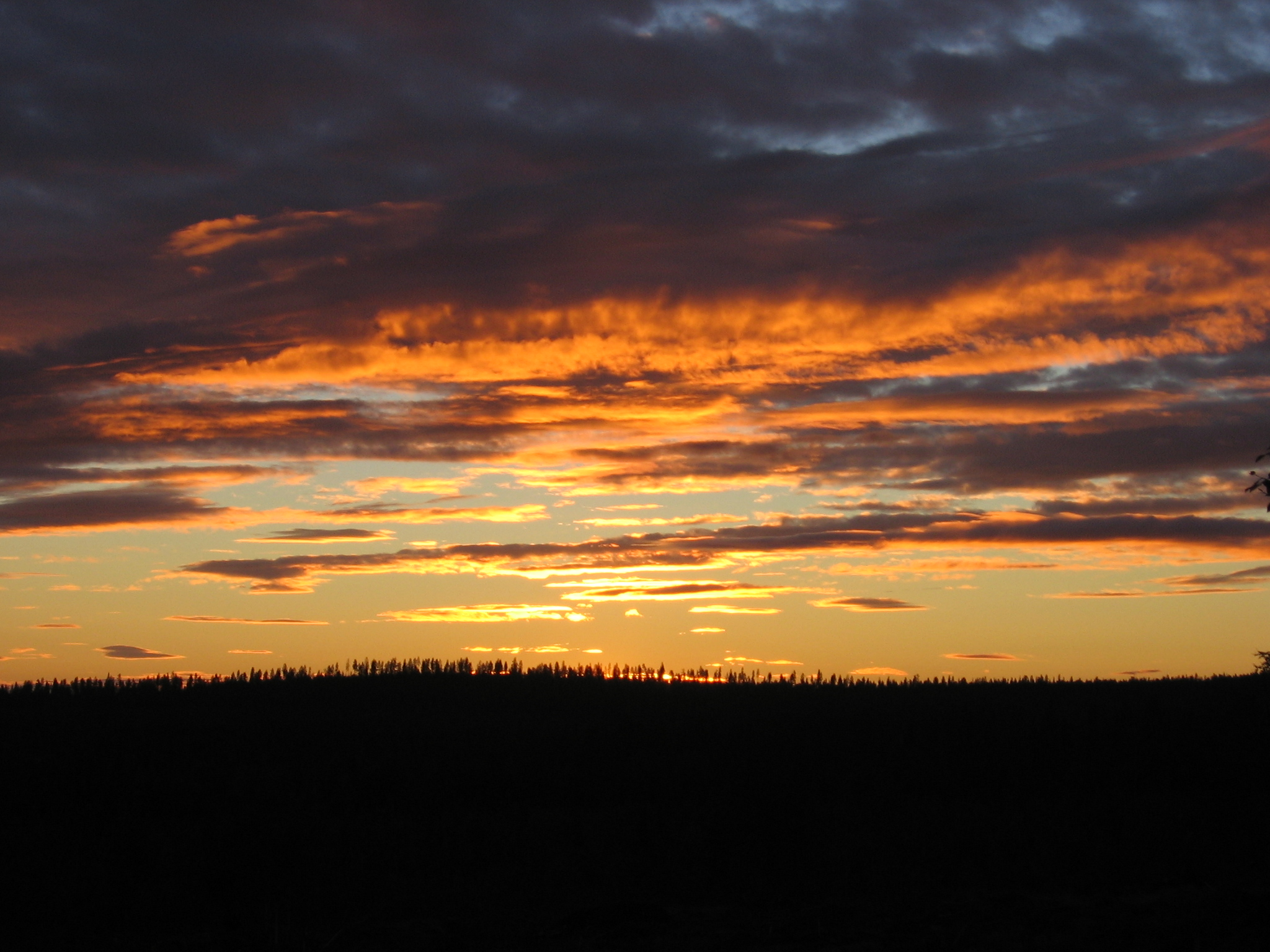
Опівнічні сутінки у Лапландії (липень)

Су́тінки (від префікса су- зі значенням неповноти і тінь) — оптичне явище перед сходом чи після заходу Сонця. Полягає в тому, що світіння атмосфери забезпечує освітленість земної поверхні. Вранці такий час доби називають світанком.

## Типи сутінок
Розрізняють сутінки цивільні, навігаційні й астрономічні.
- Цивільні сутінки — коли Сонце візуально опускається не нижче ніж на 6 градусів під горизонт. Діяльність людини в таких умовах зазвичай не потребує додаткового освітлення (за відсутності туману тощо)[2].
- Навігаційні сутінки — Сонце опустилось нижче горизонту більш, ніж на 6 градусів, але не більше, ніж на 12 градусів. У цьому випадку вмикається вуличне освітлення у містах, але освітленість ще достатня, щоб розрізняти морські й річкові навігаційні знаки.
- Астрономічні сутінки — Сонце опустилось нижче горизонту більш як на 12 градусів, але менше, ніж на 18°. Назва пов'язана із тим, що в цих умовах світіння атмосфери все ще зависоке для проведення певних астрономічних спостережень. Астрономічні сутінки закінчуються після опускання Сонця нижче 18 градусів під горизонт.

Коли настають астрономічні сутінки, для розрізнення навігаційних знаків необхідна підсвітка.

## Тривалість сутінок
Залежно від широти та пори року деякі види сутінків можуть тривати всю ніч: у період сонцестояння на широтах вище 60° 33' 43" Сонце опускається під горизонт не більше, ніж на 6°, а на широтах вище 54° 33' 43" — не більше 12°, на широтах від 48° 33' 43" — до 18°. У Києві з 29 травня до 14 липня астрономічні сутінки тривають усю ніч.

## У релігії

### Індуїзм
Сутінки є священними в індуїзмі. Назва з маратхі गोधूळिवेळ і з гінді गोधूलिवेला дослівно перекладається як «час коров'ячого пилу». Багато ритуалів, зокрема Сандх'яванданам і Пуджа, виконуються в сутінкову годину. Вживання їжі в цей час не рекомендується. Вважається, що в ці години активні асури. Нарасімха, один з аватарів бога Вішну, тісно пов'язаний із періодом сутінків[джерело?].

### Іслам
Сутінки важливі в ісламі, оскільки вони визначають, коли певні загальнообов'язкові молитви слід читати. У ранкових сутінках здійснюється ранкова молитва, тоді як вечірні сутінки — це час для вечірньої молитви (аль-магриб). У місяць Рамадан мусульмани повинні поститися від початку ранкових сутінків до заходу Сонця, коли настає час для розговіння.

## На інших планетах
Сутінки на Марсі довші, ніж на Землі, тривалістю до двох годин перед світанком або після заходу сонця. Пил високо в атмосфері розсіює світло на нічному боці планети. Схожі сутінки спостерігаються на Землі після потужних вулканічних вивержень.